# Xecotcovach
De acuerdo a la mitología maya se requirieron varios intentos para que el hombre fuera creado. Uno de estos corresponde a los llamados Hombres de madera que habrían de ser aniquilados -entre otras criaturas-  por el pájaro Xecotcovach. El Corazón del Cielo, decepcionado del mal resultado que trajo consigo la utilización de barro para crear a la humanidad, probó -por consejo de los adivinos- con madera. El resultado tampoco lo satisfizo porque las nuevas criaturas carecían de corazón y entendimiento; rápidamente poblaron la tierra y se olvidaron de su creador.  El Corazón del Cielo, molesto por tal actitud, decidió castigarlos. Uno de los encargados de cumplir la sentencia fue el pájaro Xecotcovach que les arrancó los ojos. Camalotz les cortó la cabeza; Cotzbalam se comió la carne, y Tucumbalam se hizo cargo de romperles los huesos y convertirlos en harina.